# Вологодская энциклопедия
Вологодская энциклопедия — справочное издание, посвященное истории, природе, культуре, географии Вологодской области.
Издано на русском языке в г. Вологда в издательстве «Русь» тиражом 7000 экземпляров в 2006 году. Авторский коллектив — Вологодский государственный университет, музейные работники, писатели, журналисты.

## Редакция
Главный редактор — Г. В. Судаков
Редакционная коллегия: С. Ю. Баранов, Н. Л. Болотова, М. Ш. Бонфельд,
Г. А. Воробьев, И. Л. Гуляева, Е. Л. Демидова, Ю. Г. Дубов, А. В. Камкин, Э. А. Кириллова, Ф. Я. Коновалов, Н. А. Коробов, А. А. Рыбаков, Е. Л. Свинцов, Д. Ф. Семенов, И. А. Смирнов, Л. Г. Соснина, А. И. Федяков, Н. Н. Шохин
Научно-редакционный совет «Вологодской энциклопедии»
И. А. Поздняков (председатель), доктор филологических наук Г. В. Судаков (зам. председателя, главный редактор), доктор филологических наук В. Н. Бараков, кандидат исторических наук А. Н. Башенькин, доктор исторических наук М. А. Безнин, Р. А. Балакшин, В. С. Балуков, В. И. Белов, доктор искусствоведения М. Ш. Бонфельд, доктор биологических наук Н. Л. Болотова (зам. главного редактора), кандидат географических наук Г. А. Воробьев, кандидат филологических наук М. А. Вавилова, В. В. Воропанов, кандидат исторических наук Ф. Я. Коновалов (зам. главного редактора), доктор исторических наук А. В. Камкин, кандидат медицинских наук А. И. Попугаев, Л. Н. Рагутский, Э. П. Риммер, доктор искусствоведения А. А. Рыбаков, А. К. Сальников, кандидат географических наук Н. В. Солдатова, кандидат исторических наук И. В. Спасенкова, Г. Н. Чебыкина
Оформление — С. М. Иевлев
Карты — В. Е. Дробышев
Цветные иллюстрации выполнены фотохудожниками В. Мительковым, В. Поповым, Н. Чесноковым, использован фотоархив правительства области, автор рисунков — А. Н. Башкиров.

## Библиографические сведения
Вологодская энциклопедия / гл. ред. Г. В. Судаков. — Вологда : Русь, 2006. — 608 с. : ил., карты, портр., [32] л. ил., карт. — Библиогр.: с. 15-18. — 7000 экз. ISBN 5-87822-305-8

## Содержание
В Приложениях:
- Губернаторы и предводители дворянства / сост. Г. В. Судаков
- Первые секретари Вологодского обкома ВКП(б)-КПСС. Председатели исполкома Вологодского областного Совета народных депутатов трудящихся / сост. Ю. А. Перебнос
- Герои Социалистического Труда / сост. Г. В. Судаков
- Вологжане — Герои Советского Союза. Герои России / сост. Г. В. Судаков
- Вологжане в высшем командном составе армии и флота / сост. Г. В. Судаков
- Список монастырей Вологодской епархии (нач. XX века) /сост. А. В. Камкин, И. В. Спасенкова
- Святые земли Вологодской /сост. А. В. Камкин, И. В. Спасенкова
- Произведения житийной литературы Вологодского края / сост. Ю. Б. Селиванов
- Численность населения Вологодской области на 01.01.2006 г.
- Структура посевных площадей в среднем за год (тыс. га) / сост. Ю. Г. Дубов
- Леса Вологодской области / сост. А. А. Серый
- Природные заказники (на 01.01.2000)
- Крупные реки Вологодской области (длина на территории области, км)
- Климатические таблицы / подгот. Н. Н. Шевелев
- Типы лечебных минеральных вод Вологодской области
- Схема расчленения четвертичных отложений / подгот. Д. Ф. Семенов, А. И. Труфанов
- Ландшафтное районирование Вологодской области / подгот. Н. К. Максутова
- Группировка почв Вологодской области по содержанию гумуса

Иллюстрации:
- [Цветная вклейка между с. 96 и 97 : Герб и Флаг, карты, фотографии Вологодской области]
- [Цветная вклейка между с. 224 и 225 : Фотографии животного мира и видов природных богатств Вологодского края]
- [Цветная вклейка между с. 352 и 353 : Репродукции картин из музеев ; Образцы Вологодских кружев ; Экспонады краеведческого музея ; Фотографии памятников архитектуры]
- [Цветная вклейка между с. 480 и 481 : фотографии] : Города и веси Вологодской земли